# 蒙福孔 (曼恩-卢瓦尔省)
蒙福孔（法語：Montfaucon，法語發音：[mɔ̃fokɔ̃]），又称穆瓦讷河畔蒙福孔（Montfaucon-sur-Moine，[mɔ̃fokɔ̃ syʁ mwan]），是法国曼恩-卢瓦尔省的一个旧市镇。2000年，蒙福孔与市镇穆瓦讷河畔蒙蒂涅合并为市镇蒙福孔-蒙蒂涅。2015年12月15日，蒙福孔-蒙蒂涅和相邻的9个市镇合并为新市镇塞夫勒穆瓦讷。

## 地理
蒙福孔（47°6'1.00"N, 1°7'40.13"W）面积0.29 平方千米，位于法国新阿基坦大区德塞夫勒省，该省份为法国西部内陆省份，北起曼恩-卢瓦尔省，西接旺代省，南至夏朗德省和滨海夏朗德省，东临维埃纳省。
与蒙福孔接壤的市镇（或旧市镇、城区）包括：穆瓦讷河畔蒙蒂涅。
蒙福孔的时区为UTC+01:00、UTC+02:00（夏令时）。

## 行政
蒙福孔的邮政编码为49230，INSEE市镇编码为49206。

## 人口
蒙福孔于1999时的人口数量为518人。